# Moulin de Louette-Saint-Denis
Le moulin de Louette-Saint-Denis  ou  moulin de l'abbaye de Waulsort est un ancien moulin à eau situé à Louette-Saint-Denis dans la commune de Gedinne en province de Namur (Belgique). 
L'ensemble formé par le moulin à eau et ses abords est classé comme monument depuis le 2 juillet 1981.

## Localisation
Le moulin est situé en contrebas et au nord du village de Louette-Saint-Denis au bout de la rue des Roches. Il est alimenté par un bief et un étang provenant du ruisseau de Fontenelle (rive gauche). Ce ruisseau rejoint celui de la Plate Pierre en dessous du moulin pour former la Houillette, un affluent de la Houille.

## Historique
Le bâtiment actuel est daté de 1818 sur la clé de voûte du linteau bombé de la porte d'entrée. Cette construction remplace très certainement un ancien moulin qui dépendait de l'abbaye de Waulsort sous l'Ancien Régime.

## Description
Les eaux du ruisseau de Fontenelle empruntant un chenal suspendu alimentent par le haut la première roue à aubes placée contre le pignon du bâtiment, la seule encore en place sur les deux existant à l'origine. Le bâtiment comprenant le moulin et la ferme est une imposante construction de trois niveaux en schiste avec une longue façade d'environ 25 m sous une toiture en ardoises. L'ancien moulin est une propriété privée et ne se visite pas.